# Ignacy Chodźkiewicz
Ignacy Chodźkiewicz, również Chadżkiewicz, Chackiewicz, Hadźkiewicz, Hadzkiewicz, herbu Kościesza (ur. ok. 1760 w województwie mścisławskim w Wielkim Księstwie Litewskim, zm. ok. 1821–1825 w Wiatce w Imperium Rosyjskim (obecnie Kirow)) – polski awanturnik, szuler, wojskowy i szpieg, barwna postać przełomu XVIII i XIX wieku działająca na terenie kilku krajów europejskich. Współpracował ze służbami specjalnymi Rosji i Francji oraz dowodził policją neapolitańską w randze generała (pod przybranym nazwiskiem). Jeden z najbardziej znanych polskich karciarzy tej epoki, zasłynął w Polsce i na emigracji.

## Życiorys

### Młodość
Chodźkiewicz urodził się około 1760 na Kresach Wschodnich Rzeczypospolitej, konkretnie w województwie mścisławskim w Wielkim Księstwie Litewskim (dokładne miejsce i data urodzenia nie są znane), w zamożnej rodzinie szlacheckiej herbu Kościesza spokrewnionej m.in. z Rzewuskimi, jako syn Ludwika Chodźkiewicza, regenta i sędziego ziemskiego wileńskiego. Jego rodzice zmarli we wczesnym dzieciństwie. Młody Chodźkiewicz kształcił się w szkole prowadzonej przez jezuitów w Nowogródku, następnie w podobnej placówce w Wilnie. Dorosłe życie rozpoczął od sfałszowania metryki urodzenia, niezbędne mu to było do procesu sądowego o majątek dziedziczony po ojcu. Proces ten udało mu się wygrać, jednakże uzyskany majątek roztrwonił na grze w karty. Po utracie majątku wstąpił do polskiej gwardii koronnej, nie widząc jednak korzyści ze służby w niej, zaciągnął się do Armii Imperium Rosyjskiego.

### Agent carski
Podczas służby w armii rosyjskiej Chodźkiewicz wyróżnił się męstwem. W 1788 za odwagę okazaną podczas oblężenia i szturmu Oczakowa został odznaczony przez gen. Aleksandra Suworowa Krzyżem za Zdobycie Oczakowa i awansowany na stopień kapitana Syberyjskiego Pułku Gwardyjskiego. Po opanowaniu twierdzy zrezygnował ze służby w armii rosyjskiej i wyjechał do Paryża. Uczestniczył tam w wydarzeniach rewolucji francuskiej, w tym w zdobyciu Bastylii. Około 1792 powrócił do kraju. Najprawdopodobniej właśnie w tym czasie rozpoczął pracę dla carskich służb specjalnych. Polski historyk Szymon Askenazy wyraził przypuszczenie, że w tym okresie był agentem prowokatorem na usługach petersburskiej kliki Płatona Zubowa, dążącej do wybuchu powstania w Polsce jako pretekstu do kolejnego rozbioru Polski.
W 1793 wyjechał do Wilna i wszedł do bliskiego otoczenia Jakuba Jasińskiego, który wprowadził go do organizacji konspiracyjnej. Chodźkiewicz zdobył duży autorytet i poważanie konspiratorów. Jako prowokator utrzymywał dobre stosunki z przywódcami konfederacji targowickiej i konspiratorami, przekazując informacje o każdym z tych środowisk Rosjanom. Zadenuncjował m.in. gen. Ignacego Działyńskiego. 
Po wybuchu powstania kościuszkowskiego został wysłany przez Jasińskiego do Warszawy, gdzie podburzał ludność do samosądów na targowiczanach, i 11 sierpnia 1794 otrzymał nominację na podpułkownika armii Wielkiego Księstwa Litewskiego. Równocześnie przekazywał tajne informacje o przebiegu insurekcji Rosjanom. Po stłumieniu insurekcji nie spotkały go represje, a Rosjanie osadzili go jako jeńca wojennego w posiadłości Adama Wawrzyńca Rzewuskiego w Pohrebyszczach. Następnie otrzymał misję inwigilacji polskiego środowiska emigracyjnego na Wołoszczyźnie, które pod wodzą brygadiera Joachima Deniski przygotowywało kolejne powstanie, tzw. insurekcję Deniski. Zamierzenia powstańcze się nie powiodły, głównie dzięki działaniom Chodźkiewicza, który informacje o planach emigracji przekazał do Petersburga, a wojska austriackie stłumiły w zarodku wystąpienie Deniski. 
W 1797 Chodźkiewicz został wysłany z tajną misją do Stambułu, by śledzić tamtejsze ośrodki emigracji polskiej. Misja nie okazała się zbyt owocna, a on w tym samym roku zjawił się we Francji, gdzie uczestniczył w tłumieniu powstania w Wandei jako oficer ochotniczej legii północnej gen. Lazare’a Hoche’a.

### We Włoszech
Latem 1798 przybył do Włoch, gdzie za wstawiennictwem francuskiego generała Étienne’a Macdonalda został oficerem nadliczbowym Legionów Polskich. Otworzył w Rzymie ekskluzywny dom gry, w którym prowadził działalność hazardową. Po wybuchu powstania antyfrancuskiego w końcu tegoż roku opuścił Rzym, został jednak schwytany przez powstańców włoskich, którzy mieli zamiar go powiesić. Dzięki odwadze i zimnej krwi zdołał przekonać Włochów, że jest bardzo ważnym generałem, i ocalił życie. Po tej przygodzie stał się sławny w wojsku polskim i francuskim, a dowódca wojsk francuskich gen. Jean-Étienne Championnet stał się jego protektorem, nagrodził finansowo oraz włączył do swojego sztabu. W 1800 został generałem adiutantem w sztabie gen. André Massény, dowódcy francuskiej Armii Italii. W ten sposób stał się reprezentantem Polaków przy naczelnym wodzu wojsk francuskich we Włoszech.
Uprzywilejowaną pozycję wykorzystał do realizacji własnych celów (intrygował w celu uzyskania stanowiska dowódcy jazdy legionowej) oraz do udziału w podejrzanych interesach finansowych. Jako dowódca karnej ekspedycji rabował i palił miasteczka i wsie włoskie, które podejrzewano o egzekucje rannych Francuzów.
Na początku lutego 1799 Chodźkiewicz objął szefostwo policji Republiki Neapolitańskiej (występował jako „generał Lodoisko”). Wspólnie ze współpracownikiem francuskiego wywiadu Pierre’em Vilhatem zorganizował klasyczną prowokację, organizując wśród włoskich arystokratów antyfrancuski spisek, a następnie go zdekonspirował, szantażując jego uczestników surowymi karami. Skończyło się na przyjęciu dużego okupu, którym organizatorzy całej prowokacji podzielili się z gen. Championnetem.

### Na usługach Barrasa
W trakcie wizyt w Paryżu Chodźkiewicz nawiązał liczne kontakty, z czego najbardziej korzystna okazała się znajomość z André Masséną i Paulem Barrasem, z którego polecenia zajął się puszczaniem w obieg, za wynagrodzeniem po dwadzieścia od sta, fałszywych banknotów austriackich (tzw. bankocetli) na milionowe kwoty, podrabianych na zlecenie rządu francuskiego. W celu realizacji tej misji udał się m.in. w podróż po miastach niemieckich – i tamtejszych domach gry – gdzie występował jako bogaty ekscentryczny hrabia z Inflant; powodziło mu się ze zmiennym szczęściem, ale pieniędzy na realizację zadania nie brakowało.
Po powrocie do Włoch z inspiracji Barrasa sondował ewentualne poparcie dla przeprowadzenia zamachu stanu we Francji, by obalić Dyrektoriat. Działania Barrasa uprzedził jednak Napoleon Bonaparte, przeprowadzając w listopadzie 1799 własny przewrót i zostając pierwszym konsulem. Na początku 1800 osobą Chodźkiewicza zaczęła się interesować tajna policja francuska, a dowódcy Legionów Polskich odmawiali poparcia, grożąc nawet plutonem egzekucyjnym w przypadku gdyby Chodźkiewicz nie zaprzestał intryg wśród oficerów, związał się bowiem z opozycją legionową, która miała zamiar odsunąć od dowodzenia gen. Jana Henryka Dąbrowskiego. Jego działania doprowadziły do poróżnienia Dąbrowskiego z Tadeuszem Kościuszką.
Wiedząc o zainteresowaniu policji swoją osobą, przeniósł się z Paryża na prowincję. Wkrótce jednak został aresztowany pod zarzutem fałszowania pieniędzy i osadzony w paryskim więzieniu Temple. Po ośmiu miesiącach wypuszczono go bez wyroku, ponieważ w sprawę fałszowania pieniędzy było zamieszanych wiele wysoko postawionych we Francji osób.

### Ostatnie lata
W latach 1802–1804 Chodźkiewicz przyjmował zlecenia ks. Adama Jerzego Czartoryskiego, pozostającego w służbie rosyjskiej, oraz wywiadu francuskiego. Na zlecenie Czartoryskiego usiłował śledzić Tadeusza Kościuszkę, misja jednak się nie powiodła, ponieważ był powszechnie znany w środowisku emigracji polskiej. Następnie na zlecenie szefa tajnej policji francuskiej Josepha Fouchégo odszukał niejakiego Holma, Polaka, biegłego włamywacza, który został następnie zwerbowany przez policję francuską. Po wykonaniu tej misji Chodźkiewicz wyjechał do Petersburga, gdzie otrzymał roczną pensję za dawne zasługi oraz zakaz uprawiania hazardu. W tej sytuacji wyjechał z Rosji. Przez ostatnie lata życia podróżował po Ukrainie, zajmując się grą w karty. Często przebywał w Wilnie. Donosił też okazjonalnie władzom rosyjskim (np. na Tadeusza Czackiego).
Ostatecznie został rezydentem pałacu Potockich w Tulczynie, należącego do targowiczanina Stanisława Szczęsnego Potockiego, gdzie szulerczo ogrywał m.in. wysokich urzędników rosyjskich, w tym komisarza intendentury Bieczasnowa z rządowych pieniędzy. Został za to aresztowany przez władze rosyjskie i między 1815 a 1818 zesłany do Wiatki, co nastąpiło dzięki staraniom dwóch rosyjskich generałów związanych z rodziną Potockich, Iwana Osipowicza de Witta i Pawła Kisielowa. W Wiatce rozpił się i zmarł w nędzy, najprawdopodobniej około 1825.

### Życie prywatne
Żenił się i rozwodził przynajmniej dwukrotnie, zawierał też fikcyjne małżeństwa. Z pierwszą żoną, Katarzyną z d. Wilgostowską, rozwiódł się w 1793. Z drugą żoną, Różą z d. Szymanowską, miał dwóch synów, Lucjana Chodźkiewicza (1806–1848) i Władysława Chodźkiewicza (ok. 1820–1898), pisarza i krytyka literackiego, od ok. 1870 na stałe we Francji.

## Działalność szulerska
Specjalizował się w faraonie, jednej z najhazardowniejszych gier karcianych XVIII i XIX wieku. Jego daleki kuzyn Henryk Rzewuski (1791–1866), znający go osobiście, opisał jego działalność na terenie Belgii krótko przed koronacją Napoleona Bonapartego w 1804. Chodźkiewicz należał wówczas do kierownictwa kilkuosobowej grupy szulerów, która opracowała strategiczny plan kampanii szulerskiej z rocznym wyprzedzeniem. Oprócz Chodźkiewicza w skład grupy wchodzili m.in. Adam Poniński (ok. 1758–1816) i Francuz o nazwisku Kanton. Członkowie grupy mieli różne zadania: jedni zajmowali się wywiadem, typując bogatych graczy, których warto pozbawić pieniędzy, inni zasiadali do gry z ofiarą, a jeszcze inni pełnili funkcje pomocnicze (np. w razie potrzeby udawali członków służby). Według Rzewuskiego Chodźkiewicz i Poniński posługiwali się w grze znaczonymi kartami; niekiedy talie znaczonych kart podrzucano ofierze do jej miejsca zamieszkania, korzystając z usług wynajętego włamywacza. Wkrótce potem Chodźkiewicz przeniósł się wraz z Ponińskim i Kantonem do Tulczyna, gdzie ograł Szczęsnego Jerzego Potockiego (1776–1809), najstarszego syna Stanisława Szczęsnego Potockiego, na dwa miliony złotych. 

## Rozgłos i legenda
Polski historyk Henryk Stanisław Mościcki (1881–1952), autor biografii Chodźkiewicza w Polskim Słowniku Biograficznym, w następujący sposób podsumował otaczający go rozgłos w książce Generał Jasiński i powstanie kościuszkowskie (Warszawa 1917):

W r. 1794 jaskrawo zaznaczał swoje zapatrywania terrorystyczne i uchodził za adiutanta i powiernika Jasińskiego. Po upadku powstania Chodźkiewicz zasłynął na emigracji i w Legionach, jako warchoł, karciarz i pospolity zgoła awanturnik, zadziwiający zarówno niesłychaną w ogniu bitew brawurą, jak i wyjątkową bezczelnością postępowania z ludźmi. «Król łotrów», istny Casanova polski, bez czci i wiary, na przemiany oficer polskiej gwardii koronnej i kapitan grenadierów rosyjskich, bijący się jak lew pod Oczakowem, zaciekły wróg Ustawy 3 Maja, jako niedość w jego mniemaniu demokratycznej, a jednak stronnik Targowicy, spiskowiec i legionista, pod zapożyczonym z powieści czy teatru imieniem generała Lodoisco adiutant Championneta, Macdonalda i Masseny, generał policji w Neapolu, dyplomata w służbie tureckiej i francuskiej, tajny agent Fouchégo, fałszerz bankocetli, właściciel domu gry i szuler zawodowy, rezydent tulczyński, ogrywający Szczęsnego Potockiego, a zawsze z ultrapatriotycznym na ustach frazesem, stworzył prawdziwą koło siebie legendę podań i anegdot, długo jeszcze po jego śmierci (około r. 1821, na wygnaniu w Wiatce) krążących na Litwie.

## Chodźkiewicz w literaturze
Często wspominany w relacjach pamiętnikarskich z XIX wieku. Na początku XX wieku stał się jednym z drugoplanowych bohaterów nieukończonej powieści Henryka Sienkiewicza Legiony (Warszawa 1913–1914, pod nazwiskiem Chadzkiewicz). Dużo miejsca poświęcił mu Wacław Berent w opowieściach biograficznych Nurt (część druga, Pogrobowcy, Warszawa 1934, również pod nazwiskiem Chadzkiewicz). Na początku XXI wieku został głównym bohaterem powieści historycznej Chack. Gracze. Opowieść o szulerach Włodzimierza Boleckiego, Kraków 2018 (pod nazwiskiem Chadźkiewicz i o przydomku „Chack”).